# 曼哲拉
曼哲拉（/ˈmændʒərə/，MAN-jər-ə）是一個位於西澳大利亞州首府珀斯南方72公里、一小時車程的城市。
曼哲拉的成長與首府的發展息息相關。由於地理位置處在澳大利亞的西海岸，曼哲拉吸引了許多來自國際的觀光客。當地政府保存著狀態良好的水域和美麗的海灘，提供遊客進行遊艇和海釣活動。